# Joaquín Muñoz Benavides
Joaquín Muñoz Benavides (Málaga, 10 de marzo de 1999) es un futbolista español. Juega de centrocampista y su equipo es el Málaga C. F. de la Segunda División de España.

## Trayectoria deportiva
Formado en las categorías inferiores del C. D. Puerto Malagueño donde pasó por las etapas alevín, infantil y cadete, en 2015 se enroló en la cantera del Atlético de Madrid, para jugar en las filas del Juvenil B. Al club rojiblanco llegaría junto a su hermano Rafa. 
Comenzó la temporada 2017-18 en el Atlético Madrileño, líder del Grupo VII de la División de Honor de Juveniles y más tarde, disputaría la Liga Juvenil de la UEFA. Además, sería considerado como la estrella del equipo campeón juvenil del Atlético en la temporada 17-18 y formaría parte de la selección española sub-17.
En la temporada 2018-19 formó parte del filial rojiblanco que jugaba en Segunda División B, disputando 31 partidos y anotando siete goles, jugando el playoff de ascenso a Segunda División en la eliminatoria frente al C. D. Mirandés.
El 19 de enero de 2019 hizo su debut en la Primera División en las filas del Club Atlético de Madrid frente a la S. D. Huesca, disputando el último minuto del encuentro en la victoria por cero goles a tres en el Estadio Alcoraz. En junio de ese mismo año se confirmó su fichaje por la S. D. Huesca, que había bajado a Segunda División, por cuatro temporadas.
En enero de 2020, tras solo disputar un encuentro de liga durante la primera vuelta, se confirmó su cesión al C. D. Mirandés hasta final de temporada. Comenzó la temporada 2020-21 jugando las tres primeras jornadas en la Primera División con la S. D. Huesca frente al Villarreal C. F., Cádiz C. F. y Valencia C. F., respectivamente, antes de volver a ser cedido antes del cierre del mercado. El 5 de octubre se hizo oficial que esta cesión sería en el Málaga C. F. A este equipo regresó en julio de 2025, una vez quedó libre, y firmó hasta 2027.

## Clubes
| Club                    | País   | Año       | Partidos | Goles |
| ----------------------- | ------ | --------- | -------- | ----- |
| Atlético de Madrid "B"  | España | 2018-2019 | 32       | 7     |
| Atlético de Madrid      | España | 2019      | 1        | 0     |
| S. D. Huesca            | España | 2019-2025 | 135      | 14    |
| C. D. Mirandés (cedido) | España | 2020      | 15       | 1     |
| Málaga C. F. (cedido)   | España | 2020-2021 | 31       | 2     |
| Málaga C. F.            | España | 2025-     |          |       |

| Club                       | Div.          | Temporada     | Liga  | Liga  | Liga   | Copas nacionales | Copas nacionales | Copas nacionales | Copas internacionales | Copas internacionales | Copas internacionales | Total | Total | Total  |
| -------------------------- | ------------- | ------------- | ----- | ----- | ------ | ---------------- | ---------------- | ---------------- | --------------------- | --------------------- | --------------------- | ----- | ----- | ------ |
| Club                       | Div.          | Temporada     | Part. | Goles | Asist. | Part.            | Goles            | Asis.            | Part.                 | Goles                 | Asist.                | Part. | Goles | Asist. |
| Atletico de Madrid Juvenil | DH            | 2016-17       | 0     | 0     | 0      | 1                | 0                | 0                | —                     | —                     | —                     | 1     | 0     | 0      |
| Atletico de Madrid Juvenil | DH            | 2017-18       | 8     | 0     | 3      | 0                | 0                | 0                | —                     | —                     | —                     | 8     | 0     | 3      |
| Atletico de Madrid Juvenil | Total club    | Total club    | 8     | 0     | 3      | 1                | 0                | 0                | 0                     | 0                     | 0                     | 9     | 0     | 3      |
| Atletico de Madrid B       | 2ªB           | 2017-18       | 1     | 0     | 0      | —                | —                | —                | —                     | —                     | —                     | 1     | 0     | 0      |
| Club Atlético de Madrid    | 1ª            | 2018-19       | 1     | 0     | 0      | 0                | 0                | 0                | 0                     | 0                     | 0                     | 1     | 0     | 0      |
| Club Atlético de Madrid    | Total club    | Total club    | 1     | 0     | 0      | 0                | 0                | 0                | 0                     | 0                     | 0                     | 0     | 0     | 0      |
| Atlético de Madrid B       | 2B            | 2018-19       | 31    | 7     | 0      | —                | —                | —                | —                     | —                     | —                     | 31    | 7     | 0      |
| Atlético de Madrid B       | Total club    | Total club    | 32    | 7     | 0      | 0                | 0                | 0                | 0                     | 0                     | 0                     | 32    | 7     | 0      |
| S.D Huesca                 | 2ª            | 2019-20       | 1     | 0     | 0      | 2                | 0                | 0                | —                     | —                     | —                     | 1     | 0     | 2      |
| C.D Mirandés               | 2ª            | 2019-20       | 15    | 1     | 1      | —                | —                | —                | —                     | —                     | —                     | 15    | 1     | 1      |
| C.D Mirandés               | Total club    | Total club    | 15    | 1     | 1      | 0                | 0                | 0                | 0                     | 0                     | 0                     | 15    | 1     | 1      |
| S.D Huesca                 | 1ª            | 2020-21       | 3     | 0     | 0      | 0                | 0                | 0                | —                     | —                     | —                     | 3     | 0     | 0      |
| Málaga c.f                 | 2ª            | 2020-21       | 30    | 2     | 4      | 1                | 0                | 0                | —                     | —                     | —                     | 31    | 2     | 4      |
| S.D Huesca                 | 2ª            | 2021-22       | 30    | 4     | 2      | 2                | 0                | 0                | —                     | —                     | —                     | 32    | 4     | 2      |
| S.D Huesca                 | 2ª            | 2022-23       | 22    | 2     | 3      | 1                | 0                | 0                | —                     | —                     | —                     | 23    | 2     | 3      |
| S.D Huesca                 | 2ª            | 2023-24       | 35    | 0     | 4      | 2                | 0                | 0                | —                     | —                     | —                     | 37    | 0     | 4      |
| S.D Huesca                 | 2ª            | 2024-25       | 35    | 7     | 3      | 2                | 1                | 0                | —                     | —                     | —                     | 37    | 8     | 3      |
| S.D Huesca                 | Total club    | Total club    | 126   | 13    | 12     | 9                | 1                | 0                | 0                     | 0                     | 0                     | 135   | 14    | 12     |
| Total carrera              | Total carrera | Total carrera | 212   | 23    | 12     | 10               | 1                | 0                | 0                     | 0                     | 0                     | 223   | 24    | 20     |

## _Referencias
1. ↑  Otro malagueño que debuta en LaLiga
2. ↑  El joven extremo Joaquín Muñoz se une al Huesca procedente del Atlético de Madrid
3. ↑  Joaquín Muñoz deja el Huesca y se irá cedido al Mirandés
4. ↑  «Joaquín Muñoz completa la plantilla del Málaga». Diario As. 5 de octubre de 2020. Consultado el 6 de octubre de 2020.
5. ↑  «¡Joaquín vuelve a casa!». Málaga C. F. 1 de julio de 2025. Consultado el 1 de julio de 2025.
6. ↑  «Joaquín». BDFutbol. Consultado el 3 de junio de 2025.